# Wilma Burgess
Wilma Charlene Burgess (* 11. Juni 1939 in Orlando, Florida; † 26. August 2003 in Nashville, Tennessee) war eine US-amerikanische Country-Sängerin. Ihre berühmteste Aufnahme, der von Bob Montgomery geschriebene Klassiker Misty Blue, brachte ihr 1966 den Durchbruch im Musikgeschäft. Zwischen 1965 und 1975 hatte sie insgesamt 15 Hits in den US-amerikanischen Country-Charts des Billboard-Magazins.

## Biografie
Wilma Burgess, die zunächst kein Interesse an einer Gesangskarriere hatte, kam 1960 nach Nashville. Zwei Jahre später nahm sie für United Artists ihre erste erfolglose Single, Something Tells Me, auf. Diese Aufnahme erweckte aber die Aufmerksamkeit des legendären Produzenten und Wegbereiter des Nashville Sound, Owen Bradley, der die Karriere von Patsy Cline entscheidend vorangebracht hatte. Mit seiner Hilfe unterschrieb Burgess 1964 bei Decca, doch auch hier konnten ihre ersten Singles keinen Erfolg verbuchen. Erst Ende 1965 gelang ihr mit Baby der Durchbruch. Die sentimentale Ballade, angelehnt an die Balladenerfolge von Patsy Cline, erreichte die Country-Top-10. Anfang 1966 wurde Burgess gleich für zwei Grammys nominiert. Das Lied Baby brachte ihr eine Nominierung für die beste weibliche Gesangsleistung einer Country-Sängerin ein. Außerdem war sie als bester neuer Country-Künstler nominiert, eine Kategorie, die nur zwei Jahre existierte. Außerdem sang sie Baby im Film The Las Vegas Hillbillys, in dem viele andere Country-Stars auftraten.
Burgess’ Expertise mit tränenreichen Balladen wurde im Laufe des Jahres 1966 durch die Erfolge von Don’t Touch Me und ihrem größten Hit, Misty Blue, ein Platz vier in den Country-Charts, unterstrichen. Misty Blue war von Bob Montgomery ursprünglich für Brenda Lee geschrieben worden, die den Titel aber abgelehnt hatte. Nur wenige Wochen nach Burgess hatte auch Eddy Arnold einen großen Erfolg mit der Ballade. Zahllose Coverversionen schlossen sich an und Misty Blue wurde zu einer Art Standard, der von Country über Pop bis hin zu R&B und Jazz in vielen Genres interpretiert wurde. Zehn Jahre nach Burgess konnten zwei Coverversionen große Erfolge in den Charts feiern. In den Pop- und R&B-Charts hatte Dorothy Moore einen Hit damit, gefolgt von Billie Jo Spears im Country-Bereich.
Burgess hatte 1967 mit Fifteen Days und Tear Time weitere Hits, danach ließ ihr Erfolg schnell nach. Burgess’ Verbindung zu Bradley und Decca endete 1971. Im selben Jahr unterschrieb sie bei Shannon, einem Label, das Jim Reeves Enterprises gehörte. Burgess war eine enge Freundin von Reeves’ Witwe Mary Reeves. Fünf von ihren Single-Veröffentlichungen auf Shannon erreichten die C&W-Charts, wobei das Duett mit Bud Logan, Wake Me Into Love, aus dem Jahr 1973, für eine kurzfristige Rückkehr in die Top 40 auf Platz 14 sorgte. 1975 verließ Burgess Shannon und unterschrieb bei RCA, wo bis 1978 nur wenige Aufnahmen erschienen. 1982 beendete sie ihre Plattenkarriere mit dem Album Could I Have This Dance bei 51West, einem Label von Columbia.
Burgess war offen lesbisch und zog es vor, Liebeslieder ohne geschlechtsspezifische Bezüge aufzunehmen. Ihre Homosexualität war allerdings nur hinter den Kulissen bekannt. Nachdem sie das Musikgeschäft verlassen hatte, eröffnete sie mit dem Geld, das sie in ihrer Karriere verdient hatte, Nashvilles erste Lesbenbar, The Hitching Post.
Burgess verstarb 2003 an einem Herzinfarkt.

## Diskografie

### Studioalben
| Jahr | Titel                          | Höchstplatzierung, Gesamtwochen, AuszeichnungChartsChartplatzierungen (Jahr, Titel, Platzierungen, Wochen, Auszeichnungen, Anmerkungen) | Anmerkungen |
| Jahr | Titel                          | Country | Anmerkungen |
| ---- | ------------------------------ | --- | ----------- |
| 1966 | Don’t Touch Me                 | Country3 (19 Wo.)Country | Decca       |
| 1967 | Wilma Burgess Sings Misty Blue | Country5 (14 Wo.)Country | Decca       |
| 1967 | Tear Time                      | Country36 (9 Wo.)Country | Decca       |

Weitere Studioalben
- 1968: The Tender Lovin’ Country Sound of Wilma Burgess (Decca)
- 1969: Parting Is Such Sweet Sorrow (Decca)
- 1974: Wake Me Into Love (mit Buddy Logan) (Shannon)
- 1976: Could I Have This Dance (51 West)

### Kompilationen
- 1973: Misty Blue

### Singles
| Jahr | Titel Album                                                 | Höchstplatzierung, Gesamtwochen, AuszeichnungChartsChartplatzierungen (Jahr, Titel, Album, Platzierungen, Wochen, Auszeichnungen, Anmerkungen) | Anmerkungen     |
| Jahr | Titel Album                                                 | Country | Anmerkungen     |
| ---- | ----------------------------------------------------------- | --- | --------------- |
| 1965 | Baby Don’t Touch Me                                         | Country7 (18 Wo.)Country |                 |
| 1966 | Don’t Touch Me                                              | Country12 (17 Wo.)Country |                 |
| 1966 | Misty Blue Wilma Burgess Sings Misty Blue                   | Country4 (18 Wo.)Country |                 |
| 1967 | Fifteen Days Wilma Burgess Sings Misty Blue                 | Country24 (15 Wo.)Country |                 |
| 1967 | Tear Time                                                   | Country16 (15 Wo.)Country |                 |
| 1968 | Look at the Laughter Parting Is Such Sweet Sorrow           | Country59 (9 Wo.)Country |                 |
| 1969 | Parting (Is Such Sweet Sorrow) Parting Is Such Sweet Sorrow | Country68 (3 Wo.)Country |                 |
| 1969 | The Woman in Your Life –                                    | Country48 (10 Wo.)Country |                 |
| 1969 | The Sun’s Gotta Shine –                                     | Country48 (9 Wo.)Country |                 |
| 1970 | Lonely for You –                                            | Country63 (6 Wo.)Country |                 |
| 1973 | I’ll Be Your Bridge (Just Lay Me Down) –                    | Country61 (11 Wo.)Country |                 |
| 1973 | Wake Me Into Love                                           | Country14 (17 Wo.)Country | mit Buddy Logan |
| 1974 | The Best Day of the Rest of Our Love Wake Me Into Love      | Country53 (10 Wo.)Country | mit Buddy Logan |
| 1974 | Love Is Here –                                              | Country46 (11 Wo.)Country |                 |

Weitere Singles
- 1962: Confused
- 1964: Raining in My Pillow
- 1965: You Can’t Stop My Heart from Breaking
- 1965: The Closest Thing to Love
- 1968: Watch the Roses Grow
- 1971: Until My Dreams Come True
- 1971: I See Her Love All Over You
- 1973: Feelin’ the Way a Woman Should
- 1975: Love Is the Foundation (mit Buddy Logan)
- 1975: Baby’s Not Forgotten
- 1975: Satisfied Man
- 1977: Use Me
- 1977: Once You Were Mine